# Крушица (Кичево)
Крушица (мкд. Крушица) је насеље у Северној Македонији, у западном делу државе. Крушица припада општини Кичево.

## Географија
Насеље Крушица је смештено у средишњем делу Северне Македоније. Од најближег већег града, Кичева, насеље је удаљено 20 km источно.
Крушица се налази у малој области Рабетинкоље, која обухвата неколико села у средишњем сливу реке Треске. Село је положено на јужним падинама планине Коњаник, која се јужније спушта у плодну долину Треске. Надморска висина насеља је приближно 880 метара.
Клима у насељу је планинска због знатне надморске висине.

## Историја
По народном предању тог села велики део становника се током аустро-турских ратова (у 17. веку) преселио у Банат, у околину Беле Цркве.

## Становништво
Крушица је према последњем попису из 2002. године имала 5 становника.
Већинско становништво су етнички Македонци (100%).
Претежна вероисповест месног становништва је православље.